# Two Ghosts
"Two Ghosts" é uma música gravada pelo cantor e compositor inglês Harry Styles para seu álbum de estúdio de estreia homônimo. A composição da música contou com a ajuda de John Ryan, Mitch Rowland e Tyler Johnson e sua produção foi realizada por Jeff Bhasker, Alex Salibian e Johnson. Será lançado como o segundo single do álbum para o Contemporary Hit Radio dos EUA pela Columbia Records em 25 de julho de 2017.

## Composição
"Two Ghosts" é uma balada soft rock e folk rock influenciada pelo country. Realizado na slide guitar, a faixa se encaixa em direção a country folk. Um editor do Entertainment Weekly interpretou a música como uma "triste autópsia acústica do amor perdido", para o escritor do Los Angeles Times é sobre "um relacionamento que não pôde durar", enquanto um crítico da ABC News acrescentou que o cantor está "tentando recuperar seu senso de humanidade".

## Apresentações ao vivo
Em 17 de maio de 2017, Styles performou "Two Ghosts" no The Late Late Show with James Corden, acompanhando de um violão acústico. Em Rolling Stone, Elias Leight opinou que o cantor demonstrou uma escala vocal "impressionante", contorcendo sua voz em um raspão "machucado" e um falsete "leve, angustiante" momentos depois. No dia 9 de junho, Styles tocou a música do telhado do Central Hall Westminster, em Londres, no The Late Late Show.

## Lista de faixas
| Download digital |              |                                                          |         |  |
| N.º              | Título       | Compositor(es)                                           | Duração |  |
| 1.               | "Two Ghosts" | Harry Styles * John Ryan * Mitch Rowland * Tyler Johnson | 3:49    |  |

## Desempenho nas tabelas musicais
| Tabela musical (2017)                                     | Melhor posição |
| --------------------------------------------------------- | -------------- |
| Canadá - Canadian Hot 100                                 | 91             |
| Irlanda - (IRMA)                                          | 66             |
| Reino Unido - UK Singles (Parada Musical Oficial)         | 58             |
| Estados Unidos - Billboard Bubbling Under Hot 100 Singles | 18             |